# Scalmicauda albunea
Scalmicauda albunea är en fjärilsart som beskrevs av Sergius G. Kiriakoff 1968. Scalmicauda albunea ingår i släktet Scalmicauda och familjen tandspinnare. Inga underarter finns listade.